# Der Schwimmer (Roman, 2002)

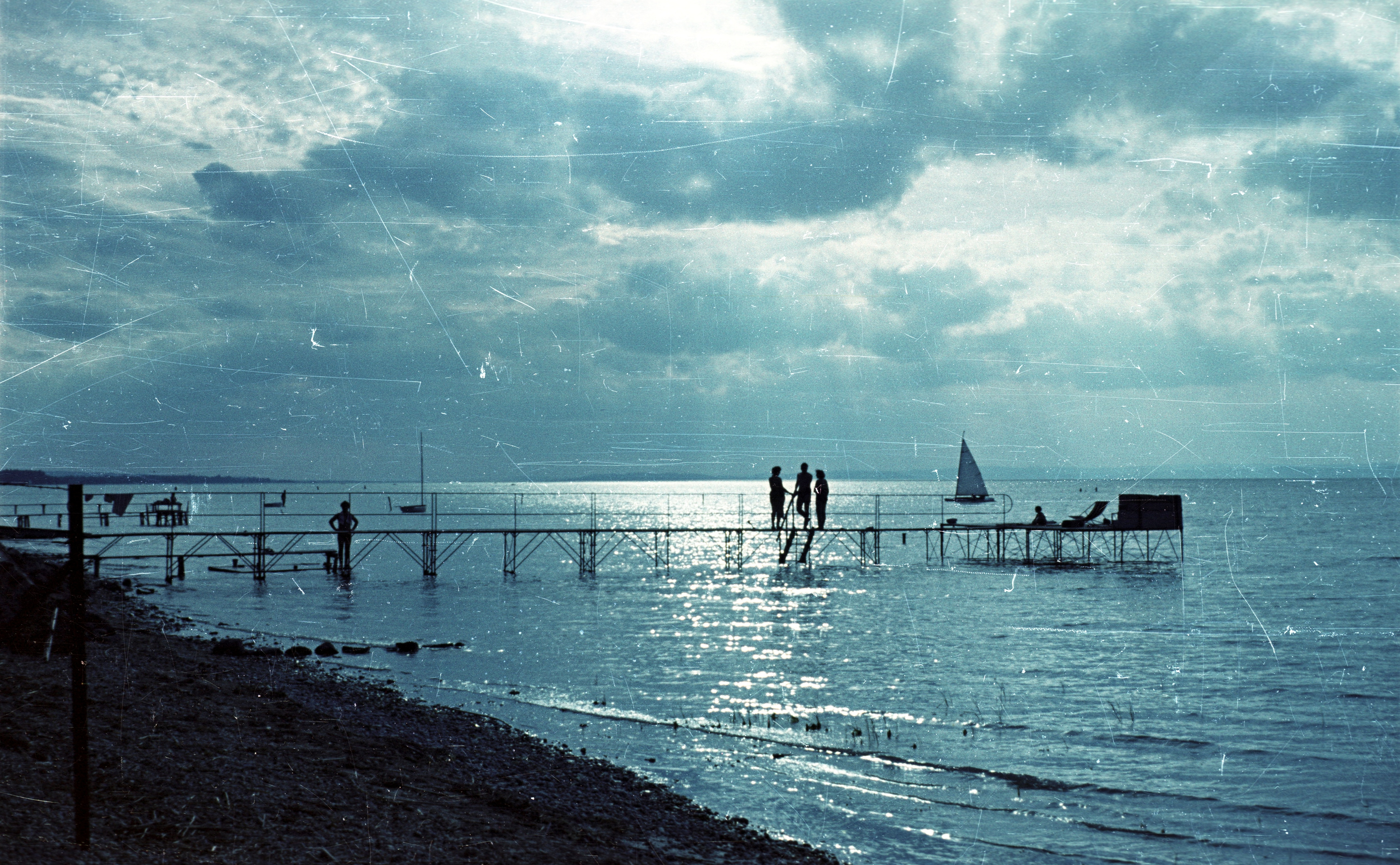
1958 am Balaton

Der Schwimmer ist der Erstlingsroman von Zsuzsa Bánk, der 2002 bei S. Fischer in Frankfurt am Main erschien. Er trägt die Widmung „Für Erzsébet und Lidia“ und spielt vorrangig im Ungarn der 1950er und 1960er Jahre sowie daneben noch in Deutschland.

## Charaktere und Inhalt
Der Text ist in 17 Kapitel unterteilt, die jeweils mit dem Namen einer handelnden Person überschrieben sind. Im Mittelpunkt steht die Ich-Erzählerin mit Namen Kata, ein Mädchen, das seine Kindheitserinnerungen erzählt. Ihr jüngerer Bruder heißt Isti (sprich: Ischti), ihr Vater Kálmán und ihre Mutter Katalín. Die Mutter hat die Familie verlassen und ist, wie sich nach und nach herausstellt, aus Ungarn in den Westen geflüchtet. Im ersten Teil des Buches ist sie die große Abwesende, die trotzdem das Denken und Handeln ihrer „Restfamilie“ bestimmt. Der Vater hat mit den Kindern das heimatliche Dorf in Westungarn (Vát in der Nähe der österreichischen Grenze) hinter sich gelassen und sucht Unterkunft bei Verwandten.
Eine solche erhält er zunächst bei Tante Mancí in Budapest. Dort hat der Vater eine Geliebte, Éva, mit der Vater und Kinder weiterreisen nach Szerencs im Osten des Landes, nahe der Grenze zur heutigen Slowakei. Dort wohnen sie bei Vaters Kusine Zsófi, müssen aber das Dorf verlassen, nachdem Kálmán anscheinend in flagranti von Évas frisch getrautem Ehemann, Karcsi, erwischt wird. Die Odyssee geht weiter zu Zsófis älteren Bruder, Zoltán, der mit seiner Frau Ági und der erwachsenen Tochter Virág in einem Weinort am Plattensee (ungarisch: Balaton) wohnt, wobei der See an keiner Stelle beim Namen genannt wird.

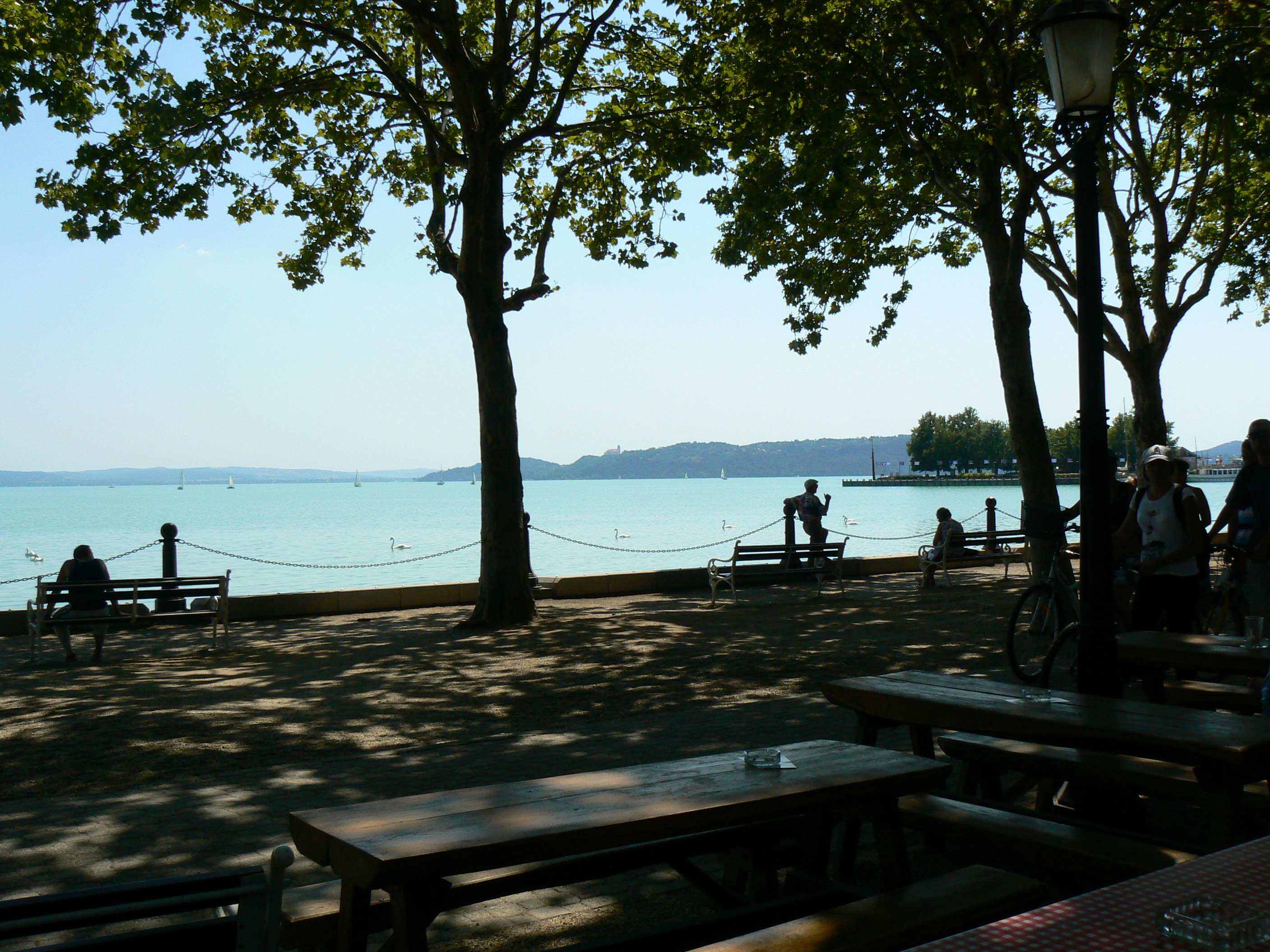
Balatonfüred (2013)

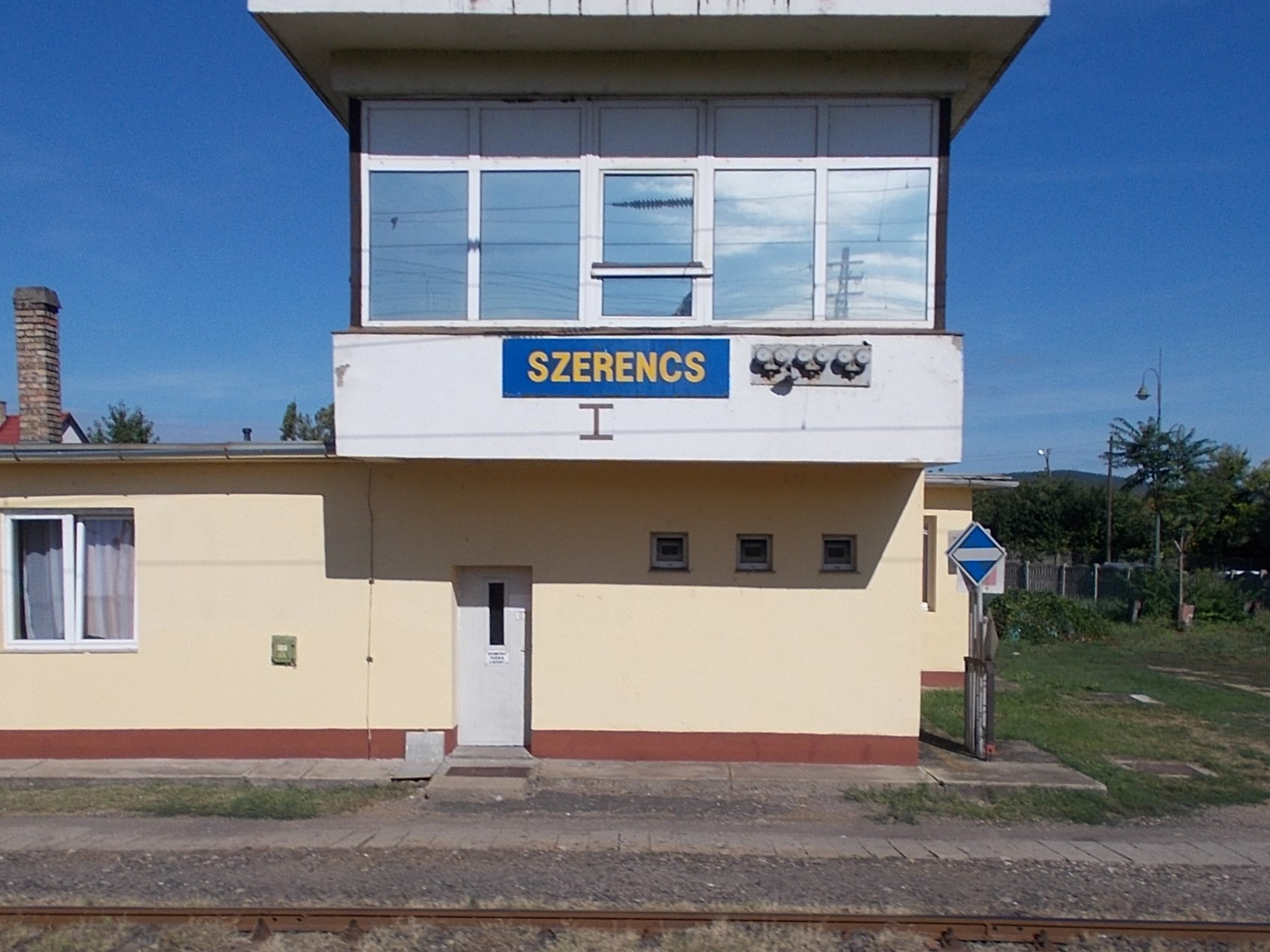
Bahnhof von Szerencs

Nach und nach lernt man all diese Charaktere kennen. Mihály und Tamás sind zwei Ingenieurstudenten, die öfter ihre Eltern im letztgenannten Ort besuchen und dabei zuerst Virág, später ihrer Arbeitskollegin Irén den Hof machen. Die zwischenmenschlichen Beziehungen werden durch die Augen der Kinder sehr genau beobachtet und von der Ich-Erzählerin beschrieben. Die Großmutter, Rósza, hat zwischenzeitlich ihre Tochter in Deutschland besucht und berichtet den Zurückgelassenen von Katalíns Flucht, von ihrem Bekannten Árpi, der ebenfalls nach Deutschland geflüchtet ist, und ihrer deutschen Arbeitskollegin Inge. Dieser Bericht wirkt sehr desillusionierend auf die Kinder und zerstört das Fantasiebild, das sie sich vom Leben ihrer Mutter gemacht haben.
Die Zeit am See, die mehrere Sommer und damit länger als geplant dauert, ist die schönste Zeit für die Kinder. Erst, als das Haus zu großen Teilen abbrennt, müssen sie weiter reisen, und zwar diesmal zur Mutter des Vaters, Anna, die als Witwe auf einem Hof lebt und streng zu den Kindern ist. Als sie aus Szerencs die Nachricht erhalten, dass Zsófis Sohn, Jenö, ebenfalls in Richtung Westen geflohen ist, fahren sie dorthin, um der trauernden Mutter (sie hat einen Altar mit einem Bild des Sohnes und brennenden Kerzen aufgestellt) beizustehen.

## Handlung
Die Handlung ist hiermit größtenteils erzählt, außer der tragische Schluss. Der Roman ist vergleichsweise handlungsarm. Spotlichtartig werden einzelne Episoden geschildert und aneinander gereiht, was dem Charakter von Kindheitserinnerungen entspricht. Es ist schwer zu sagen, wie viel Zeit vergangen ist. Katalín hat das Land im zeitlichen Zusammenhang mit den Ereignissen von 1956 verlassen. An einer Stelle wird der Mauerbau in Berlin erwähnt, der 1961 erfolgt ist, und ganz zum Schluss Prag 1968. Da ist die Erzählerin alt genug, um sich selbst mit dem Gedanken, das Land zu verlassen, vertraut zu machen.
In dem Roman herrscht eine melancholische Grundstimmung, die sich zunächst aus dem Verlust der Mutter und Frau ergibt. Es gibt weitere Verluste, durch Flucht oder durch Tod, die diese Grundstimmung verstärken. Die Kinder, aber auch der Vater, finden ihre Methoden, damit umzugehen. Der Vater ist seit seiner Jugend ein begeisterter Schwimmer, eine Leidenschaft, die er an die Kinder weitergibt. Dadurch reagiert er sich ab und zieht gleichsam entrückt seine Runden. „Schwimmen“, aber auch „Tauchen“, sind in diesem Buch Metaphern in der Art eines Leitmotivs. Isti wird es am Ende zum Verhängnis.
Die Schilderung des Lebens in Deutschland ist ebenfalls sehr trist. Ständig regnet es. Die Ungarn werden als billige Arbeitskräfte angesehen. Nur Inge versucht, freundschaftliche Kontakte zu knüpfen. Es gelingt ihr nicht, weil ihre beiden ungarischen Kolleginnen die Stelle wechseln müssen.

## Interpretation
Von Leserinnen und Lesern ist die Oberflächlichkeit der zwischenmenschlichen Beziehungen und die fehlende Tiefe der Charaktere bemängelt worden. Auch würde man zu wenig über Ungarn und Deutschland zu dieser Zeit erfahren. Andere wiederum heben die Leichtigkeit und die einzigartige Atmosphäre hervor.
Beides ist richtig und ergibt sich aus dem Gegenstand des Schreibens. Es geht um Flucht und Migration und das, was dieses aus den Migranten und den Zurückgelassenen macht. Bindungs- und Wurzellosigkeit sind einige Kennzeichen.
Dieses Erstlingswerk der Autorin, das in Deutsch und nicht in Ungarisch geschrieben ist, aber zum überwiegenden Teil in Ungarn spielt, gehört weder zur ungarischen noch zur deutschen Literatur, sondern zu etwas Dazwischen. Als „neue Weltliteratur“ wurde diese Art von Literatur 2014 von Sigrid Löffler bezeichnet.

## Rezensionen (Auswahl)
- Fridtjof Küchemann, Scheiden tut weh (pdf), in: Frankfurter Allgemeine Zeitung, 22.08.2002

- Ingo Arend, Die Wiedergeburt der Kindheit (pdf), in: Der Freitag, 23.08.2002

- Lutz Hagestedt, Mit Melancholie grundiert, (pdf), in: Literaturkritik, November 2002

- Katharina Narbutovic, Der Schwimmer, (pdf), in: Deutschlandfunk 05.12.2002

- Der Schwimmer, (pdf), in: Deutsche Welle, 100 gute Bücher

## Auszeichnungen
Für ihren ersten Roman »Der Schwimmer« wurde Zsuzsa Bánk mit dem aspekte-Literaturpreis, dem Deutschen Bücherpreis, dem Jürgen-Ponto-Preis, dem Mara-Cassens-Preis sowie dem Adelbert-von-Chamisso-Preis ausgezeichnet.